# Estrella Ambrojo
Estrella Ambrojo, Hospitalet de Llobregat, es una escritora de novela romántica y policial. Empezó a escribir en la pandemia (COVID-19).

## Biografía
Estrella, trabajó como peluquera durante años, pero tuvo que cerrar el negocio por enfermedad. Desde ese momento, Estrella empezó a interesarse más en el tema del Reiki y las terapias naturales.
Estrella, además, es portavoz de la PAH Hospitalet, luchando junto a familias vulnerables. También, junto a la PAH, tiene un programa de radio denominado Radio Pah, donde entrevista, mayoritariamente, a familias vulnerables, pequeños locales, víctimas de agresiones sexuales, etc. En algunos programas especiales, invita a pequeños artistas, escritores, actores, cantantes Hospitalenses que empiezan en el mundo artístico, para darles visibilidad.

## Libros
- Cádiz 2021
- Cádiz, el suave aleteo de las mariposas 2022
- Guerreras 2024

### Cádiz
María decide cambiar de aires tras su separación.
El destino, siempre caprichoso, le lleva a un mundo totalmente diferente al suyo, marcado por reglas, órdenes... donde solo se cree lo que se puede demostrar.
En cambio, ella siempre sigue su intuición, las órdenes que le dicta su corazón y cree que las cosas importantes no se ven, solo se sienten.

### Cádiz, el suave aleteo de las mariposas
La historia de amor de María y Carlos ha pegado un giro radical en el último año. La gran pasión que han vivido durante meses, se rompe por un acontecimiento inesperado. María parte de Cádiz, rota de dolor, jura mil veces no volver, pero una vez más, el destino juega a su antojo y debido a unas circunstancias, deberá regresar al lugar donde vivió los peores y los mejores momentos de su vida. 
De vuelta a Cádiz, María deberá reconstruir su vida y enfrentarse a sus fantasmas del pasado y del presente.

### Guerreras
Guerreras es una historia de Amor y Lucha, el amor entre Marta y Eric, un amor imposible en dos mundos diferentes. Y la batalla de unas mujeres que luchan día a día para que sus hijos tengan un techo y comida, mujeres valientes, pero ser valientes no significa que no tengan miedo.
La fuerza para seguir luchando se la dan sus hijos, niños que para regalo de Navidad piden no tener más desahucios y un alquiler social.
Una historia que no dejará indiferente y nos hará conocer un poco más a que se enfrentan muchas personas en nuestra sociedad. Y en medio de la desesperación, la esperanza que, en cualquier momento, en las situaciones menos esperadas puede surgir una gran historia de Amor.